# آسویگو (مونتانا)
آسویگو (به انگلیسی: Oswego) یک منطقهٔ مسکونی در ایالات متحده آمریکا است که در شهرستان ولی، مونتانا واقع شده‌است.